# Мюллер, Адам-Генрих
Адам Генрих Мюллер (нем. Adam Heinrich Müller, 30 июня 1779, Берлин — 17 января 1829, Вена) — немецкий публицист, литературный критик, политический экономист, теоретик государства и предвестник экономического романтизма.

## Биография
Адам Генрих Мюллер родился 30 июня 1779 года в Берлине. В 1801 году оставил учёбу в Гёттингенском университете. Его первое сочинение, критикующее «Замкнутое торговое государство» Фихте, встретило крайне негативные отзывы.
В 1805 году Мюллер побывал в Вене по приглашению своего друга Фридриха фон Генца, где перешёл в католицизм. В октябре переехал в Дрезден, где начал выступать с лекциями об искусстве и науке. В «Vorlesungen über die deutsche Wissenschaft und Litteratur» (1806) выступил последователем Шлегелевского романтизма. В 1808 году совместно с Генрихом фон Клейстом издавал журнал Phöbus. После его закрытия Мюллер пытался получить должность в Йенском университете. В 1809 году переехал в Берлин. Здесь он обратился к Фридриху Августу фон Штегеману с предложением начать выпуск двух газет, одна из которых выступала бы в поддержку реформ, а другая критиковала бы их, но получил отказ. В конце 1810 года начал печататься в созданной фон Клейстом ежедневной газете Berliner Abendblätter с критикой реформ. В марте 1811 года газета была закрыта.
В 1811 году Мюллер переселился в Вену, где, через своего друга Генца, стал в близкие отношения к Меттерниху, пользовавшемуся его литературным талантом для своих политических целей. В качестве австрийского генерального консула в Лейпциге он имел тайное поручение влиять на движение литературы.
В 1816—1818 гг. он издавал здесь журнал «Staatsanzeiger» и вёл сильную агитацию против Пруссии.
В 1819 Мюллер принимал видное участие в конференциях в Карлсбаде и Вене.
Адам Генрих Мюллер умер 17 января 1829 года в Вене.

## Основные идеи
На рубеже XVIII-XIX веков Французская революция, поражение в войне и последовавшие за ним реформы пошатнули положение прусского дворянства. Мюллер стремился обосновать интересы своих знатных покровителей при помощи концепций общественной и политической мысли. В своих публицистических сочинениях он поставил себе задачей борьбу с идеями XVIII в., как революционными.
Мюллер не признавал границ между государством и обществом, политикой и экономикой, общественной и частной жизнью. Человек, по его мнению, немыслим вне государства. В основе общественной жизни должна лежать религия; средневековый католическо-феодальный строй — лучшее воплощение этого порядка.
Центральное место в работах Мюллера занимало противопоставление мёртвых теоретических заключений разума (нем. Begriffe) и живых идей (Ideen), проистекающих из многовекового опыта человечества. Одержимость мыслителей XVIII века «химерой естественного права» и универсализмом привела к механистическому подходу к управлению государством и космополитизму, подрывающему необходимые для выживания государства патриотические чувства. Опираясь на идеи Эдмунда Бёрка, Мюллер критиковал отношение к государству как результату общественного договора между индивидами, подлежащего пересмотру. Олицетворением государства для него была семья, объединяющая прошлые и будущие поколения, мужское и женское начало. Нацеленный на преемственность закон, устремлённая в будущее экономика, активное городское и консервативное дворянское сословие представляют собой разные полюса, между которыми располагается объединяющая фигура монарха, выступающего для своего народа в роли главы семейства.
В экономике распространение философии естественного права проявилось в учении Адама Смита, основанном на индивидуализме и частной собственности. Согласно Мюллеру, отказ от феодальной экономики привёл к упадку государства, чья роль сузилась до обслуживания капиталистического производства, и разложению общества рыночными принципами конкуренции и конфликта. «Денежный деспотизм» обезличивает отношения между людьми, разделение труда низводит человека до механизма. Мюллер выступал против продвигаемого Альбрехтом Тэером рыночного подхода к ведению сельского хозяйства, ориентированного на извлечение прибыли. Индивидуалистическая, «республиканская» по своей природе экономика наёмного труда подрывает патриархальный уклад поместного хозяйства, а следовательно и основания монархии.
С течением времени Мюллер всё более и более полагал в основу политических наук чисто богословские воззрения и необходимость такой исходной точки развивал в таких сочинениях как «Von der Notwendigkeit einer theologischen Grundlage der gesammten Staatswissenschaften» (1819).

## Избранная библиография
- «Die Lehre vom Gegensatz» (Берлин, 1804)
- «Von der Idee des Staates» (Дрезден, 1809)
- «Die Elemente der Staatskunst» (Берлин, 1809)
- «Die Theorie der Staatshaushaltung» (Вена, 1812)
- «Versuch einer neuen Theorie des Geldes» (Лейпциг, 1816)
- «Zwölf Reden über die Beredsamkeit und deren Verfall in Deutschland» (Лейпциг, 1817)